# Luise Marie von der Pfalz
Luise Marie von der Pfalz (* 23. Juli 1647 in Paris; † 11. März 1679 in Aachen) war eine Titular-Pfalzgräfin aus der Linie Pfalz-Simmern und durch Heirat Fürstin zu Salm.

## Leben
Luise Marie war eine Tochter des Prinzen Eduard von der Pfalz (1625–1663) aus dessen Ehe mit Anna (1616–1684), Tochter Carlo I. Gonzaga, Herzog von Mantua, Montferrat, Nevers und Rethel. Ihr Vater war 1645 nach Paris gegangen und zum Katholizismus konvertiert, um heiraten zu können. So wuchs Luise Marie, wie ihre Schwestern Anna Henriette und Benedicta Henriette, katholisch auf. Wäre sie protestantisch gewesen, wären sie und ihre Nachfahren Erben des Throns von Großbritannien geworden, den 1715 ihr Cousin Georg I. bestieg.
Sie heiratete am 20. März 1671 in Asnières-sur-Seine als dessen zweite Gemahlin Fürst Karl Theodor zu Salm (1645–1710), Obersthofmeister des Kaisers Joseph I.

## Nachkommen
Aus ihrer Ehe hatte Luise Marie folgende Kinder:
- Luise (1672–?), Nonne in Nancy
- Ludwig Otto (1674–1738), Fürst zu Salm

⚭ 1700 Prinzessin Albertine Johanette von Nassau-Hadamar (1679–1716)
- Luise Apollonia (1677–1678)
- Eleonore Christina (1678–1737)

⚭ 1713 Herzog Conrad d’Ursel (1663–1738)